# Lake Jabs
Der Lake Jabs ist ein kleiner See an der Ingrid-Christensen-Küste des ostantarktischen Prinzessin-Elisabeth-Lands. In den Vestfoldbergen liegt er im Zentrum der Breidnes-Halbinsel unmittelbar östlich des Club Lake.
Luftaufnahmen der US-amerikanischen Operation Highjump (1946–1947), zwischen 1954 und 1958 angefertigte Luftaufnahmen der Australian National Antarctic Research Expeditions und ebensolche einer sowjetischen Antarktisexpedition aus dem Jahr 1956 dienten seiner Kartierung. Das Antarctic Names Committee of Australia benannte ihn nach Brian Victor Jabs, Meteorologe auf der benachbarten Davis-Station im Jahr 1961.